# Triopterys buchii
Triopterys buchii är en tvåhjärtbladig växtart som först beskrevs av Ignatz Urban och Nied., och fick sitt nu gällande namn av Ignatz Urban och Nied.. Triopterys buchii ingår i släktet Triopterys och familjen Malpighiaceae. Inga underarter finns listade i Catalogue of Life.